# Yacimiento de las Amoladeras
El Yacimiento de Las Amoladeras es un yacimiento arqueológico cuyos restos están conservados en el Museo Nacional de Arqueología Subacuática (ARQVA) de Cartagena. El Yacimiento está situado en el municipio de Cartagena, Murcia, España.
Es Bien de interés cultural de la Región de Murcia desde el  1 de marzo de 2002.

## Contexto geográfico
El Yacimiento se encuentra frente de la Playa de las Amoladeras, continuación de la playa de levante de Cabo de Palos, donde bajo el mar se han encontrado varios objetos de época romana y contemporáneo.

## Restos arqueológicos
A unos 200 metros de la orilla, se recuperaron varios objetos de época romana republicana, alrededor del I sec a. C., que forman un primer yacimiento.
En este se encontraron varias manifacturas de plomo. Algunos investigadores interpretan estos materiales como los restos de un pecio que transportaba un cargamento formado por objetos metálicos y colocan la periodización de este yacimiento en la Hispania tardo-republicana, cuando se comercializaba y reutilizaba el plomo.
Entre estas manifacturas encontramos tanto tuberías que se ajustan a los diámetros de los tubos utilizados para el abastecimiento de agua en la antigua Roma, como proyectiles, planchas de recubrimiento del barco y monetales con inscripciones ibéricas. Hay también otro material no metálico como fragmentos de ánforas y de cerámica del siglo I a. C.
Un elemento sin duda único es un pequeño colgante de oro, que se suele interpretar como un amuleto o ídolo fálico, ya que vienen representados los testículos y una vulva.
Siempre en la misma playa, a unos 500 m al sur del yacimiento de época romana, se encuentra un yacimiento de materiales contemporáneos del siglo XIX.
Los objetos de estos yacimientos están conservados en el Museo Nacional de Arqueología Subacuática, en el cual también podemos encontrar restos provenientes desde otros yacimiento subacuáticos de España, como Mazarrón, Bajo de la Campana, Nuestra Señora de las Mercedes, Escombreras, Pecio de Navidad, San Ferreol, Punta de Algas, Pecio Cartagena I.